# Cyrtonops
Cyrtonops is een kevergeslacht uit de familie van de boktorren (Cerambycidae). De wetenschappelijke naam van het geslacht werd voor het eerst geldig gepubliceerd in 1853 door White.

## Soorten
Cyrtonops omvat de volgende soorten:
- Cyrtonops asahinai Mitono, 1947
- Cyrtonops aterrima Holzschuh, 1991
- Cyrtonops insularis Villiers, 1958
- Cyrtonops metallicus Hüdepohl, 1990
- Cyrtonops nigra Gahan, 1906
- Cyrtonops piceata Holzschuh, 1991
- Cyrtonops punctipennis White, 1853
- Cyrtonops rufipennis Pic, 1922
- Cyrtonops simplicipes Holzschuh, 1991
- Cyrtonops tonkineus Fairmaire, 1895